# 30935 Davasobel
30935 Davasobel è un asteroide della fascia principale. Scoperto nel 1994, presenta un'orbita caratterizzata da un semiasse maggiore pari a 1,9035711 UA e da un'eccentricità di 0,1173560, inclinata di 27,81231° rispetto all'eclittica.